# Fausto Grillo
Fausto Grillo (San Carlos de Bariloche, 20 febbraio 1993) è un calciatore argentino, difensore del Belgrano.

## Caratteristiche tecniche
È un terzino sinistro che può giocare anche come difensore centrale.